# Leptoteuthis gigas
Leptoteuthis gigas (лат.) — ископаемый вид головоногих моллюсков из отряда вампироморфов (Vampyromorpha). Единственный вид в роде Leptoteuthis и семействе Leptoteuthididae. Известны в основном по гладиусам, отпечатки мягких тканей сохранились в зольнхофенском известняке.